# Felix (orkaan)
Orkaan Felix is de zesde gedoopte (sub)tropische cycloon, de vijfde tropische depressie, de vijfde tropische storm, de tweede orkaan en de tweede majeure orkaan van het Atlantisch orkaanseizoen 2007. Orkaan Dean bereikte eerder dit seizoen tweemaal op 3 en 4 september de vijfde categorie.

## Cyclogenese en beloop

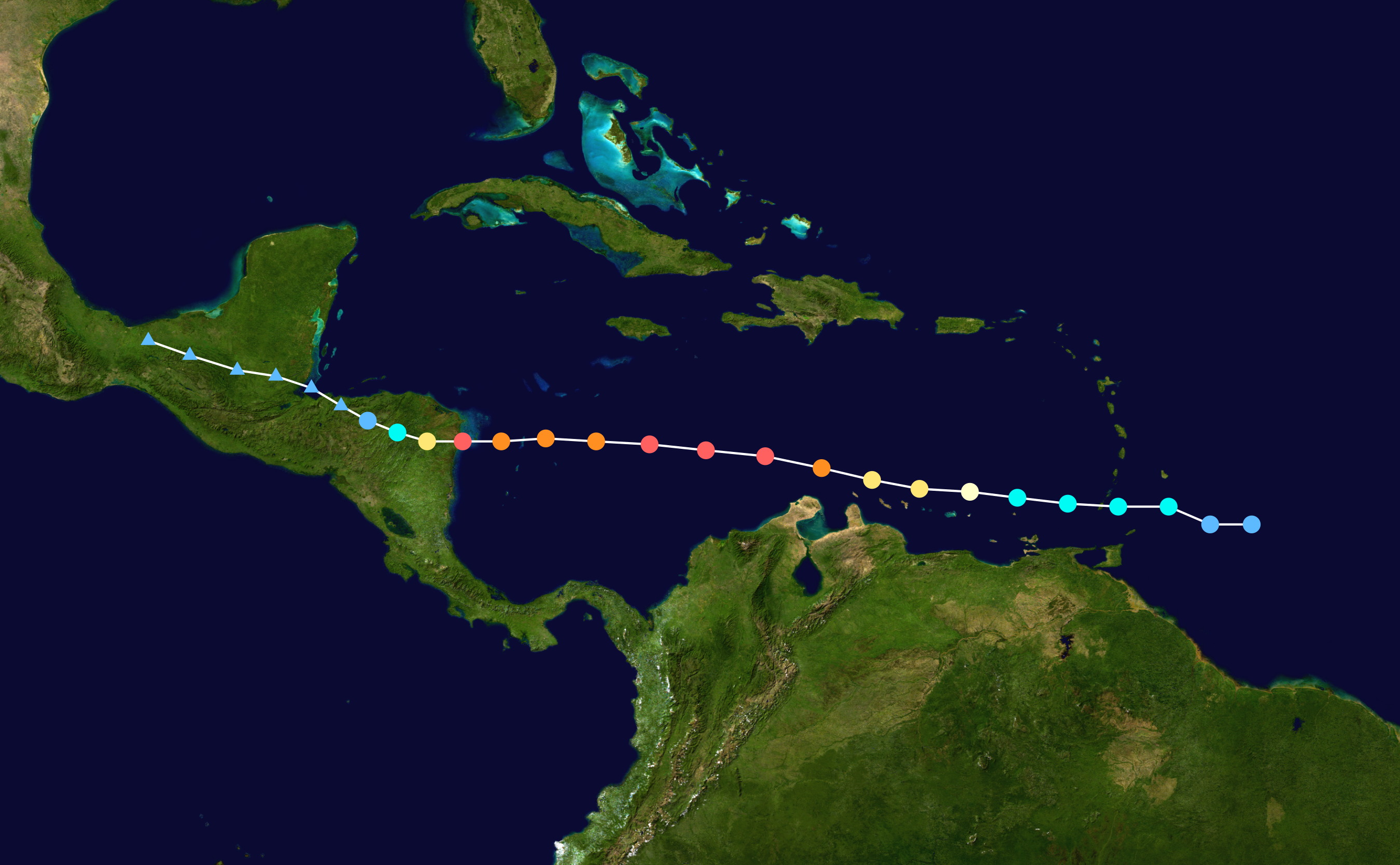
Felix' koers

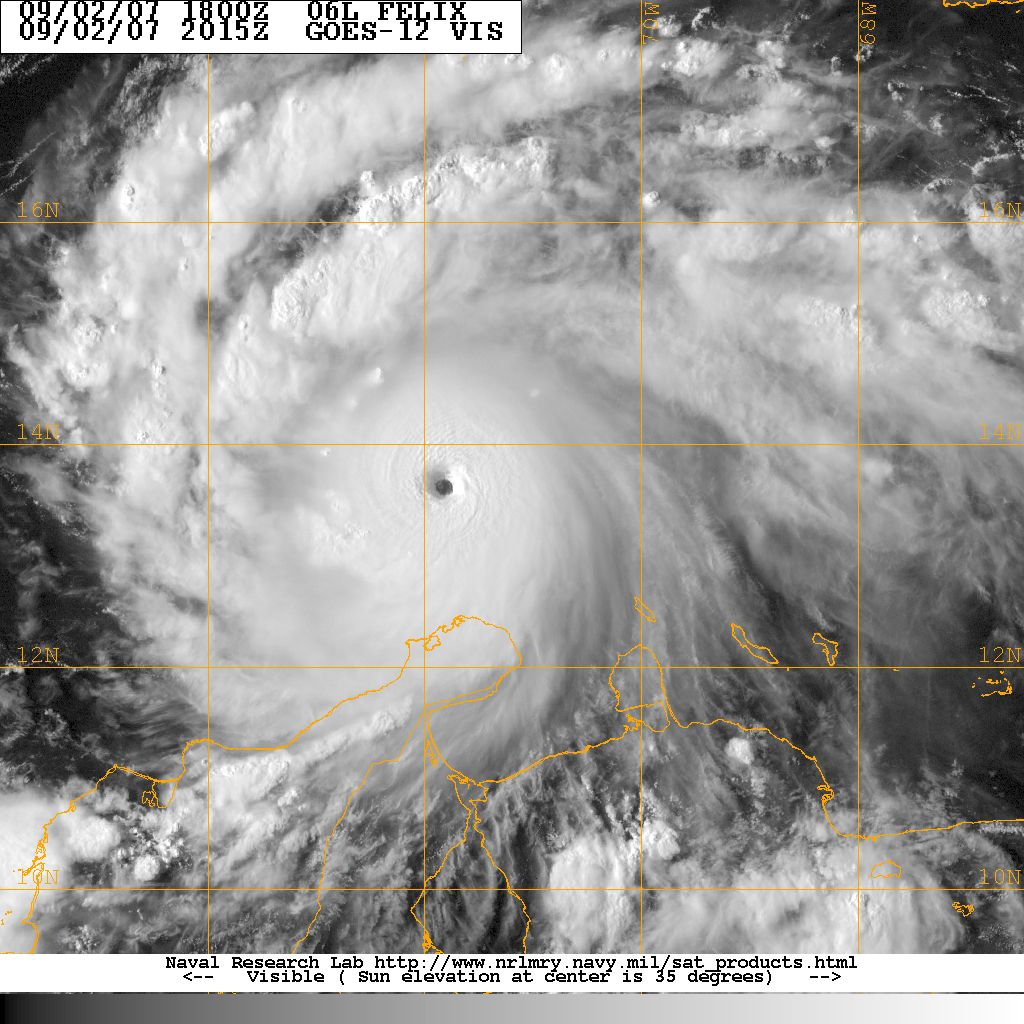
Felix op 2 september als vierde categorie orkaan met windsnelheden tot 222 km/uur, windstoten tot 269 km/uur en een minimale druk van 956 hPa. Het oog heeft zich tijdens de rappe krachtstoename vernauwd tot 22 km in doorsnee.

Op 31 augustus vormde zich tropische depressie 6 op 295 km ten oostzuidoosten van de noordelijke Bovenwindse Eilanden uit een tropische golf. Net als Dean volgde tropische depressie 6 een westnoordwestelijke koers aan de zuidflank van een zich naar het westen uitbreidend hogedrukgebied. Aanvankelijk was het centrum van de gesloten circulatie van de cycloon nog ovaalvormig, maar onder lichte schering en met een goede uitstoot kon tropische depressie 6 meer convectie ontwikkelen en organiseren, zodat op 1 september zij promoveerde tot tropische storm Felix, op hetzelfde moment dat Felix' centrum over Grenada trok. Daarna nam Felix snel in kracht toe: zijn spiraalbanden organiseerden zich tot een hechte circulatie en op grote hoogte waren de omstandigheden gunstig om de aangevoerde lucht uit te stoten over de gehele radius rond de cycloon. Ook begon zich een oog te vormen. Op 2 september promoveerde Felix tot orkaan op 250 km ten oostnoordoosten van Bonaire. In de uren daarna in de nacht van 2 op 3 september passeerde Felix ten noorden van de ABC-eilanden en bereikte op 3 september de derde categorie en was daarmee de tweede majeure orkaan van het seizoen. Enkele uren later bereikte Felix zelfs de vierde categorie, gepaard gaande met windsnelheden tot 222 km/uur, windstoten tot 269 km/uur en een minimale druk van 956 hPa. Dit betekende, dat Felix in de zeven uren tussen 14h00 UTC en 21h00 UTC op 3 september gemiddeld 3,4 hPa per uur uitdiepte. Het komt niet vaak voor in het Atlantisch bassin, dat een tropische cycloon zo snel aan luchtdruk verliest. Felix deed daarmee herinneringen oproepen aan Wilma en Mitch en enkele uren later bereikte Felix op 3 september ook de vijfde categorie met windsnelheden tot 269 km/uur, windstoten tot 324 km/uur en een minimale druk van 934 hPa. Daarmee behoorde het seizoen 2007 samen met het seizoen 1960, het seizoen 1961 en het seizoen 2005 tot de seizoenen met méér dan één vijfdecategorieorkaan. De uren daarna fluctueerde Felix' luchtdruk, die zakte tot 929 hPa, maar daarna weer opvulde.

## Chronologie

### Augustus
31 augustus
- 21h00 UTC Op 295 km ten oostzuidoosten van de noordelijke Bovenwindse Eilanden vormt zich tropische depressie 6.

### September
1 september
- 09h00 UTC Ongeveer gelijktijdig met haar passage over Grenada, promoveert tropische depressie 6 tot tropische storm Felix.

2 september
- 00h00 UTC Tropische storm Felix promoveert tot orkaan Felix.
- 07h30 UTC Orkaan Felix bereikt de tweede categorie.
- 18h00 UTC Orkaan Felix bereikt de derde categorie en is daarmee de tweede majeure orkaan van het seizoen.
- 21h00 UTC Orkaan Felix bereikt de vierde categorie.

3 september
- 00h00 UTC Orkaan Felix bereikt de vijfde categorie en is daarmee de tweede vijfdecategorieorkaan van het seizoen. Iets dat alleen in de seizoenen 1960, 1961 en 2005 gebeurde.

4 september
- 10h40 UTC Nadat orkaan Felix iets in kracht was verminderd, bereikt hij voor de tweede keer de vijfde categorie.
- 12h00 UTC Orkaan Felix landt als vijfdecategorieorkaan met windsnelheden tot 259 km/uur, windstoten tot 315 km/uur en een minimale druk 935 hPa, nabij Punta Gorda in Nicaragua. Na Dean is Felix de tweede vijfdecategorieorkaan binnen een seizoen, die met die intensiteit landt, hetgeen een unicum is.

5 september
- 00h00 UTC Orkaan Felix degradeert tot tropische storm Felix.
- 09h00 UTC Tropische storm Felix degradeert tot tropische depressie Felix, die snel degenereert tot resterend lagedrukgebied.